# Rankin, Illinois
Rankin là một làng thuộc quận Vermilion, tiểu bang Illinois, Hoa Kỳ. Năm 2010, dân số của làng này là 561 người.

## Dân số
Dân số qua các năm:
- Năm 2000: 617 người.
- Năm 2010: 561 người.